# Wiktor A. Daszewski
Wiktor Andrzej Daszewski (* 1. November 1936 in Horodyslawice bei Lwów; † 17. Januar 2021 in Warschau) war ein polnischer Klassischer Archäologe.
Daszewski studierte von 1956 bis 1961 an der Universität Warschau Archäologie und Kunstgeschichte, u. a. bei Kazimierz Michałowski, danach weiter in Perugia, Oxford und Krakau. Seit 1966 arbeitete er am Polish Centre of Mediterranean Archaeology in Kairo, dessen Sekretär er von 1967 bis 1980 war. 1974 erfolgte seine Promotion an der Universität Warschau, 1979 ebendort seine Habilitation. Von 1981 bis 1984 war er stellvertretender Direktor am Nationalmuseum Warschau, von 1981 bis 1989 Direktor des Polish Centre of Mediterranean Archaeology. 1986 wurde er zum außerordentlichen Professor an der Universität Warschau ernannt. Von 1988 bis 2001 war er Professor für Klassische Archäologie an der Universität Trier, von 2001 bis 2007 an der Universität Warschau. Er führte Ausgrabungen auf Zypern (Paphos) und in Ägypten (Marina el-Alamein) durch.